# Mourão
Mourão là một huyện thuộc tỉnh Évora, Bồ Đào Nha. Huyện này có diện tích 278 km², dân số thời điểm năm 2001 là 3230 người.